# Deposizione di Cristo nel sepolcro (Sisto Badalocchio)
La deposizione di Cristo nel sepolcro è un dipinto del pittore italiano Sisto Badalocchio, che descrive un tema pittorico molto popolare, quello della Santa Sepoltura (sviluppato fin dal medioevo e con una rinnovata diffusione nel rinascimento italiano). 
Il dipinto rappresenta i sette personaggi tradizionali della scena in oggetto: oltre a Gesù defunto - con una divisione di due scene - incontriamo le vergini che piangono affrante a terra e coloro che rimuovono il corpo senza vita del Cristo.
Un'altra opera di Badalocchio su questo tema (il Trasporto di Cristo al sepolcro) si trova presso la National Gallery.